# Cuantoma

Cuantoma fue cacique del Señorío de Sayula y Tapalpa, tributario del señor Colimán. Participó en la Guerra del Salitre como aliado de este. Fue derrotado por los purépechas en Acatlán, pero consiguió una importante victoria en Zacoalco, con ayuda de tropas xaliscas dirigidas por el cacique tepicense, Moz. Murió en 1502. Tras su muerte, Sayula pasó a ser un señorío vasallo del Imperio Purépecha, y en 1519, una colonia más del Reino de Xalisco.